# Бешикташ (район)
Бешикта́ш (тур. Beşiktaş) — комерційний і культурний район Стамбула, Туреччина, розташований на фракійському боці протоки Босфор. 
Межує на півночі з Сариєром та Шишлі, на заході з Кягитхане та Шишлі, на півдні з Бейоглу, на сході з Босфором.
Прямо через Босфор розташовано район Ускюдар.
Район має  своєму складі низку визначних місць уздовж фракійського узбережжя Босфору, від палацу Долмабахче на півдні до району Бебек на півночі.
До складу району входить багато кварталів для багатіїв, таких як Левент та Етілер.
Також варто відзначити квартали Їлдиз, Куручешме, Ортакьой та Арнавуткьой.
Історичним комерційним центром Бешикташа є квартал Бешикташ і Чарші (буквально «ринок») 
, 
що примикає до невеликого парку Абасага. Бульвар Барбаросси, що пролягає з півночі на південь, є основною дорогою, що сполучає міську автомагістраль О-1 та Перший Босфорський міст, що закінчується у важливому вузлі громадського транспорту Зінджирлікую. Через район також проходить проспект Бююкдере.
Хоча Бешикташ є відносно невеликим районом Стамбула, як з точки зору населення, так і площі, Бешикташ є одним з найважливіших районів міста через свої ділові та торгові квартали, історичним місцям, університетам, мальовничим краєвидам протоки Босфор та провідним дорогам що прямують через нього до Першого та Другого через Босфор.
Район також є провідним фінансовим центром Туреччини.

## Етимологія
Назву можна перекласти з турецької як «колисковий камінь» (тур. beşik — колиска, taş — камінь).
За однією з численних версій про походження назви «Бешикташ», назва походить від османського мореплавця, командувача флотом Хайр ад-Дін Барбаросси, що поставив тут 5 каменів для швартування кораблів біля берега, а «5 каменів» — тур. Beştaş. В районі є монумент, споруджений на честь Барбаросси. А наявна в районі вулиця Іхламурдере прокладена на місці русла річки, що протікала тут раніше, назва вулиці в перекладі означає — «балка Іхламур».

## Клімат
| Клімат Кіречбурну                          | Клімат Кіречбурну | Клімат Кіречбурну | Клімат Кіречбурну | Клімат Кіречбурну | Клімат Кіречбурну | Клімат Кіречбурну | Клімат Кіречбурну | Клімат Кіречбурну | Клімат Кіречбурну | Клімат Кіречбурну | Клімат Кіречбурну | Клімат Кіречбурну | Клімат Кіречбурну |
| Показник                                   | Січ.              | Лют.              | Бер.              | Квіт.             | Трав.             | Черв.             | Лип.              | Серп.             | Вер.              | Жовт.             | Лист.             | Груд.             | Рік               |
| Абсолютний максимум, °C                    | 22,4              | 24,6              | 29,3              | 33,6              | 36,4              | 40,2              | 41,5              | 40,5              | 39,6              | 34,2              | 27,8              | 25,5              | 41,5              |
| Середній максимум, °C                      | 8,5               | 8,7               | 10,9              | 15,5              | 20,1              | 25,0              | 26,9              | 27,2              | 23,8              | 19,2              | 14,2              | 10,4              | 17,5              |
| Середня температура, °C                    | 5,8               | 5,5               | 7,3               | 11,2              | 15,7              | 20,5              | 22,9              | 23,4              | 19,9              | 15,8              | 11,0              | 7,8               | 13,9              |
| Середній мінімум, °C                       | 3,5               | 2,9               | 4,4               | 7,8               | 12,2              | 16,7              | 19,7              | 20,4              | 16,8              | 13,2              | 8,5               | 5,5               | 11,0              |
| Абсолютний мінімум, °C                     | −13,9             | −16,1             | −11,1             | −2                | 1,4               | 7,1               | 10,5              | 10,2              | 6,0               | 0,6               | −7,2              | −11,5             | −16,1             |
| Середня кількість сонячних годин на місяць | 68,2              | 89,6              | 142,6             | 180,0             | 248,0             | 297,6             | 319,3             | 288,3             | 234,0             | 158,1             | 93,0              | 62,0              |                   |
| Норма опадів, мм                           | 99.5              | 82.1              | 69.2              | 43.1              | 31.5              | 40.6              | 39.6              | 41.9              | 64.4              | 102.3             | 110.3             | 125.1             | 849.6             |
| Днів з опадами                             | 16,9              | 15,2              | 13,2              | 10,0              | 7,4               | 7,0               | 4,7               | 5,1               | 8,1               | 12,3              | 13,9              | 17,5              | 131,3             |
| Днів зі снігом                             | 4,5               | 4,7               | 2,9               | 0,1               | 0,0               | 0,0               | 0,0               | 0,0               | 0,0               | 0,0               | 0,3               | 2,7               |                   |
| ------------------------------------------ | ----------------- | ----------------- | ----------------- | ----------------- | ----------------- | ----------------- | ----------------- | ----------------- | ----------------- | ----------------- | ----------------- | ----------------- | ----------------- |
| Джерело:                                   |                   |                   |                   |                   |                   |                   |                   |                   |                   |                   |                   |                   |                   |

## Історія
Раніше на цьому місці існувало візантійське поселення Діплокіоніон, а потім Архейон. Бешикташ був адміністративним центром останніх османських султанів.

## Визначні місця
У Бешикташі є багато історичних та сучасних визначних місць. Варто відзначити: палац Долмабахче, палац Чираган, палац Йилдиз та мечеть Ортакьой.
У районі Левент є багато сучасних торгових центрів та офісних будівель. Деякі з найвищих будівель Туреччини розташовані в цьому районі, уздовж проспекту Бююкдере.

### Історичні
- Мечеть Аббас Ага
- Рядові будинки Акаретлер
- Меморіал Барбаросса Гайреддін-паша
- Мечеть Бебек
- Чираган
- Долмабахче
- Долмабахче (годинникова вежа)[en]
- Особняк Есми-султан
- Феріє
- Садиба Хатідже-султан[en]
- Стамбульський військово-морський музей
- Ихламур
- Вірменська школа Макрух'ян
- Павільйон Мальта[en]
- Садиба Наїме-султан
- Казарми Орханіє
- Мечеть Ортакьой
- Ортакьой-Кетхуда-хаммам
- Мечеть Синана-паші
- Гробниця Хайр ад-Дін Барбаросса[en]
- Павільйон Яг'я-ефенді[en]
- Мечеть Їлдиз Хамідіє
- Їлдиз (парк)
- Порцеляновий завод Їлдиз
- Їлдиз (палац)
- Їлдиз (годинникова вежа)

### Сучасні
- Akmerkez[en]
- Istanbul Sapphire
- İşbank Tower 1
- Kanyon Shopping Mall[en]
- MetroCity AVM[en]
- Sabancı Center[en]
- Водафон Парк
- Zorlu Center[en]